# College Springs (Iowa)
College Springs es una ciudad situada en el condado de Page, en el estado de Iowa, Estados Unidos. Según el censo de 2010 tenía una población de 214 habitantes.

## Geografía
Según la Oficina del Censo de los Estados Unidos, la localidad tiene un área total de 2,84 km², la totalidad de los cuales 2,84 km² corresponden a tierra firme.

## Demografía
Según el censo de 2010, había 214 personas residiendo en la localidad. La densidad de población era de 75,35 hab./km². Había 90 viviendas con una densidad media de 31,69 viviendas/km². El 96,73% de los habitantes eran blancos, el 0,47% isleños del Pacífico y el 2,8% pertenecía a dos o más razas.